# Peyton Krebs
Peyton Krebs, född 26 januari 2001, är en kanadensisk professionell ishockeyforward som spelar för Buffalo Sabres i National Hockey League (NHL).
Han har tidigare spelat för Vegas Golden Knights i NHL; Henderson Silver Knights och Rochester Americans i American Hockey League (AHL) samt Kootenay Ice och Winnipeg Ice i Western Hockey League (WHL).
Krebs draftades av Vegas Golden Knights i första rundan i 2019 års draft som 17:e spelare totalt.

## Statistik
| 2014–2015  | Rocky Mountain Raiders   | AMBHL      | 33  | 28 | 38  | 66  | 22  | 13 | 10 | 7  | 17 | 2  |
| 2015–2016  | Rocky Mountain Raiders   | AMBHL      | 27  | 46 | 56  | 102 | 28  | 4  | 1  | 3  | 4  | 2  |
|            | UFA Bisons               | AMHL       | 1   | 0  | 0   | 0   | 2   | 3  | 1  | 0  | 1  | 0  |
| 2016–2017  | UFA Bisons               | AMHL       | 29  | 15 | 25  | 40  | 4   | 12 | 2  | 10 | 12 | 20 |
|            | Kootenay Ice             | WHL        | 6   | 1  | 5   | 6   | 0   | —  | —  | —  | —  | —  |
| 2017–2018  | Kootenay Ice             | WHL        | 67  | 17 | 37  | 54  | 40  | —  | —  | —  | —  | —  |
| 2018–2019  | Kootenay Ice             | WHL        | 64  | 19 | 49  | 68  | 63  | —  | —  | —  | —  | —  |
| 2019–2020  | Winnipeg Ice             | WHL        | 38  | 12 | 48  | 60  | 38  | —  | —  | —  | —  | —  |
| 2020–2021  | Vegas Golden Knights     | NHL        | 4   | 0  | 1   | 1   | 0   | —  | —  | —  | —  | —  |
|            | Winnipeg Ice             | WHL        | 24  | 13 | 30  | 43  | 28  | —  | —  | —  | —  | —  |
|            | Henderson Silver Knights | AHL        | 5   | 1  | 4   | 5   | 0   | —  | —  | —  | —  | —  |
| 2021–2022  | Vegas Golden Knights     | NHL        | 9   | 0  | 0   | 0   | 2   | —  | —  | —  | —  | —  |
|            | Henderson Silver Knights | AHL        | 2   | 0  | 5   | 5   | 4   | —  | —  | —  | —  | —  |
|            | Buffalo Sabres           | NHL        | 48  | 7  | 15  | 22  | 20  | —  | —  | —  | —  | —  |
|            | Rochester Americans      | AHL        | 18  | 4  | 11  | 15  | 12  | 10 | 0  | 11 | 11 | 4  |
| 2022–2023  | Buffalo Sabres           | NHL        | 74  | 9  | 17  | 26  | 50  | —  | —  | —  | —  | —  |
| NHL totalt | NHL totalt               | NHL totalt | 135 | 16 | 33  | 49  | 72  | —  | —  | —  | —  | —  |
| AHL totalt | AHL totalt               | AHL totalt | 25  | 5  | 20  | 25  | 16  | 10 | 0  | 11 | 11 | 4  |
| WHL totalt | WHL totalt               | WHL totalt | 199 | 62 | 169 | 231 | 169 | —  | —  | —  | —  | —  |

### Internationellt
| Källa: Uppdaterad: 2021-05-04 | Källa: Uppdaterad: 2021-05-04 | Källa: Uppdaterad: 2021-05-04 |         | Utv = Utvisningsminuter | Utv = Utvisningsminuter | Utv = Utvisningsminuter | Utv = Utvisningsminuter | Utv = Utvisningsminuter |
| År                            | Lag                           | Mästerskap                    | Matcher | Mål                     | Assists                 | Poäng                   | Utv                     |                         |
| ----------------------------- | ----------------------------- | ----------------------------- | ------- | ----------------------- | ----------------------- | ----------------------- | ----------------------- | ----------------------- |
| 2018                          | Kanada                        | Hlinka Gretzky                | 5       | 2                       | 3                       | 5                       | 2                       |                         |
| 2019                          | Kanada                        | U18-VM                        | 7       | 6                       | 4                       | 10                      | 4                       |                         |
| 2021                          | Kanada                        | JVM                           | 7       | 3                       | 5                       | 8                       | 4                       |                         |
| Junior totalt                 | Junior totalt                 | Junior totalt                 | 19      | 11                      | 12                      | 23                      | 10                      |                         |